# Georges Jouatte
Georges Jouatte (Villefagnan, 17 juin 1892 – La Rochelle, 13 février 1969) est un chanteur d'opéra (ténor) et un professeur de chant français.

## Biographie
Juste après la première Guerre mondiale, Jouatte commence sa carrière en tant que danseur au Casino de Paris, pour financer ses études de chant au Conservatoire de Paris. Pour se perfectionner, alors encore baryton, il se rend en Allemagne, dans les années 1920. 
C'est là qu'en 1929, il joue un petit rôle dans le premier long métrage parlant allemandDas Land ohne Frauen [Le Pays sans Femmes] (avec Conrad Veidt). Il est également actif à Berlin, au concert et en tant que chanteur d'opérette. 
De retour à Paris, il joue sur scène en 1932, au Théâtre Mogador. Après une reconversion sur le registre ténor grâce aux conseils de Paul Cabanel et Louis Fourestier, en 1934, il fait ses débuts à l'Opéra Garnier dans le Faust de Charles Gounod.
Il a un grand succès en 1936, dans le  Rosenkavalier de Richard Strauss, joué en présence du compositeur. Ses autres rôles à l'Opéra de Paris étaient notamment, Florestan dans Fidelio (qu'il chante 75 fois au cours de sa carrière), Admète dans Alceste, Don Ottavio dans Don Giovanni, Erik dans Le vaisseau fantôme, Ulysse dans Pénélope de Fauré et Armal dans Gwendoline de Chabrier.
Dès 1937, il rejoint la troupe de l'Opéra-Comique, où il se produit dans L'Enlèvement au Sérail de Mozart et L'Incoronazione di Poppea de Monteverdi. Puis suivent de rares tournées, au festival de Salzbourg, à Vienne, Montreux, Rome, Le Caire et à Covent Garden à Londres. Il participe aux enregistrements de studio par les grandes firmes de disques : les solo de ténor de Jouatte avec l’Orchestre de radio France est réputé aujourd'hui comme l'un des meilleurs interprètes de Berlioz. Il laisse aussi, entre autres, un Faust de Gounod où il incarne le rôle-titre, pour le label Columbia.
Après la guerre, il se retire de la scène et se consacre à l'enseignement, y développant sa réputation au Conservatoire de Paris, de 1949 à 1962. Ses principaux élèves sont Régine Crespin, Alain Fondary, Mady Mesplé et Roger Soyer.
Après sa retraite, il s'installe sur la côte Atlantique de retour en Charente-Maritime où il est mort sept ans plus tard, à La Rochelle.

## Discographie sélective
Hector Berlioz, Requiem, Georges Jouatte, ténor, Chœur Émile Passani, Grand Orchestre de Radio Paris, dir. Jean Fournet (enregistrement 09/1943). LP Columbia report CD Malibran-Music

## Honneurs
En 1953, Georges Jouatte reçoit le titre de Chevalier de l'ordre de la Légion d'honneur.